# Saison 2 de Dix pour cent
Chronologie
Saison 1 Saison 3
Cet article présente les six épisodes de la deuxième saison de la série télévisée française Dix pour cent.

## Synopsis
L'agence ASK a un nouveau propriétaire : Hicham Janowski. Pendant que ce dernier commence tant bien que mal à gérer sa nouvelle entreprise, les agents Andréa, Mathias et Gabriel continuent de s'occuper des acteurs, tandis que Sophia, la standardiste, se lance dans le projet de film de Julien Doré. Mais à la suite d'une bévue de Mathias avec Isabelle Adjani, la filiation entre l'agent et Camille, l'assistante d'Andréa, est révélée à l'agence.

## Distribution

### Acteurs principaux
- Camille Cottin : Andréa Martel, associée et agent artistique
- Thibault de Montalembert : Mathias Barneville, associé et agent artistique
- Grégory Montel : Gabriel Sarda, associé et agent artistique
- Liliane Rovère : Arlette Azémar, associée et agent artistique
- Fanny Sidney : Camille Valentini, l'assistante d'Andréa Martel
- Assaâd Bouab : Hicham Janowski, nouvel actionnaire majoritaire d'ASK
- Laure Calamy : Noémie Leclerc, l'assistante de Mathias Barneville
- Nicolas Maury : Hervé André-Jezack, l'assistant de Gabriel Sarda
- Stéfi Celma : Sophia Leprince, l'hôtesse d'accueil

### Acteurs secondaires
- Julien Doré : lui-même (voir ci-dessous)
- Philippine Leroy-Beaulieu : Catherine Barneville
- François Civil : Hippolyte Barneville
- Ophélia Kolb : Colette Brancillon
- Gabrielle Forest : Hélène Kerr
- Isabelle Candelier : Annick Valentini
- Jean-Yves Chatelais : François Bréhier

### Dans leur propre rôle

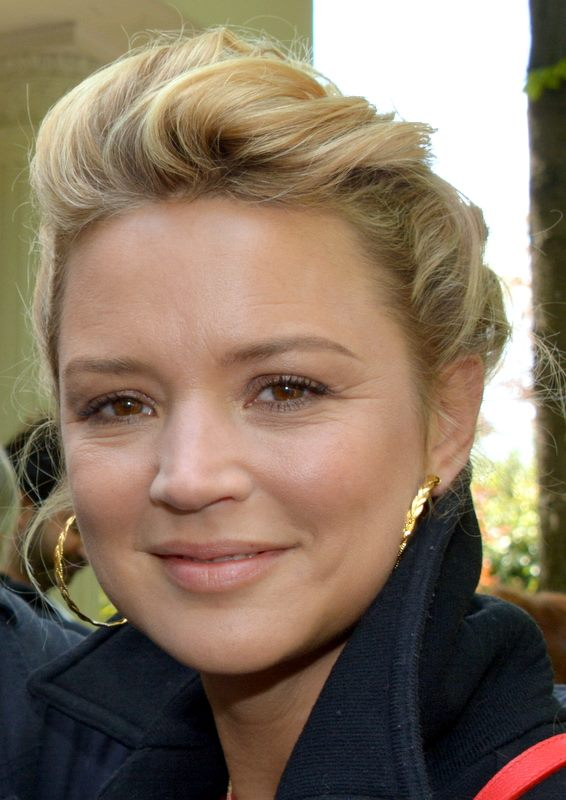
Virginie Efira
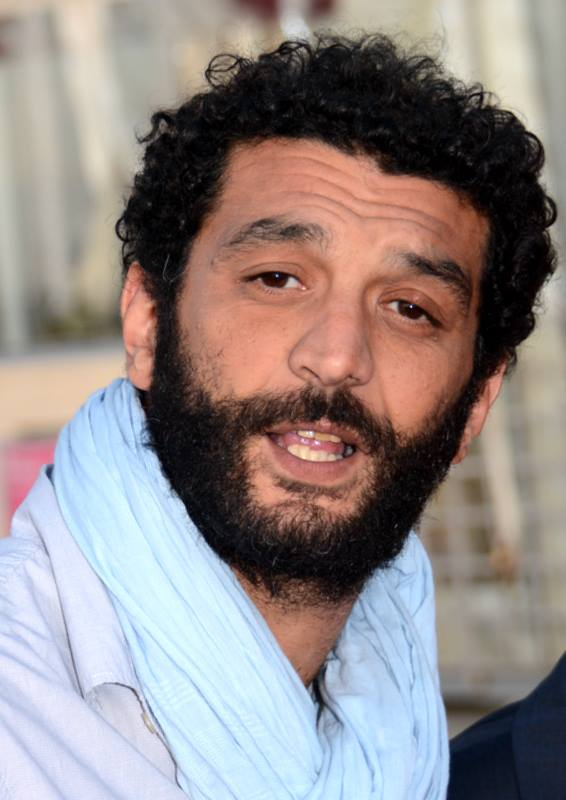
Ramzy Bedia
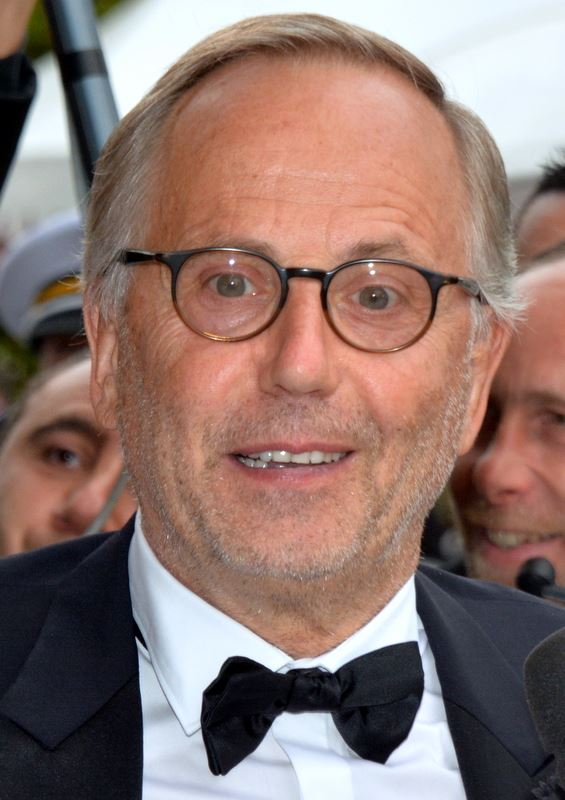
Fabrice Luchini
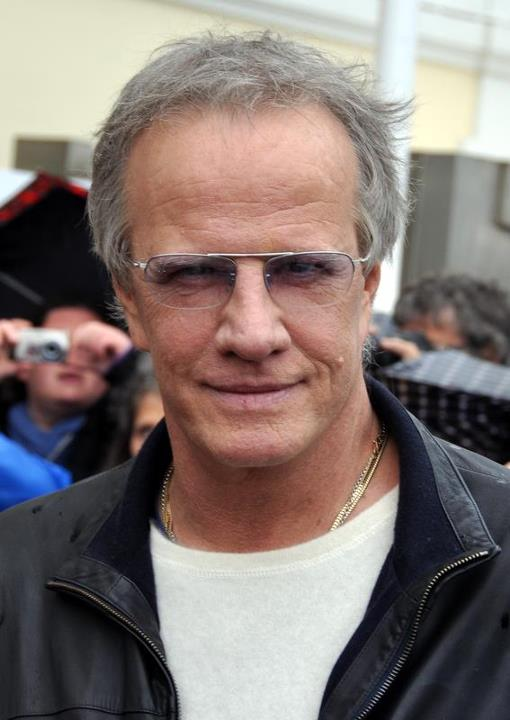
Christophe Lambert
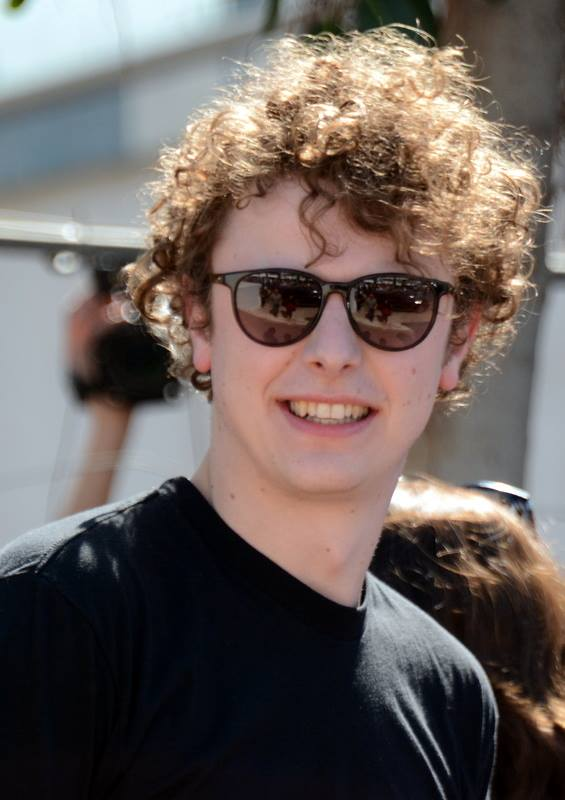
Norman Thavaud
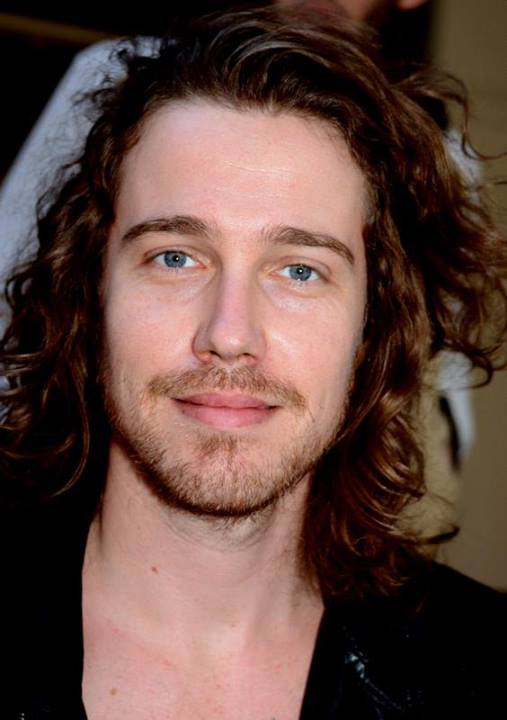
Julien Doré
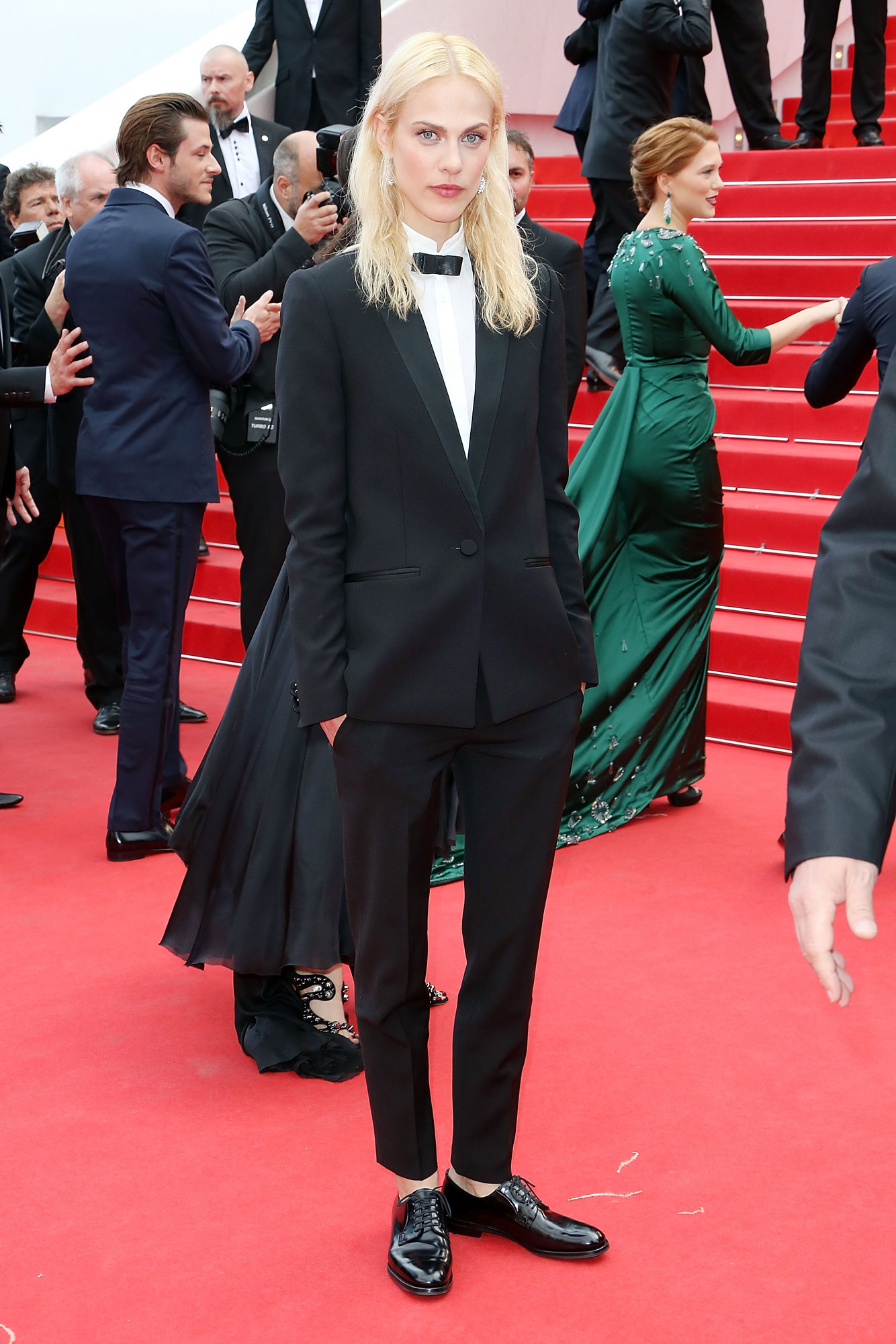
Aymeline Valade
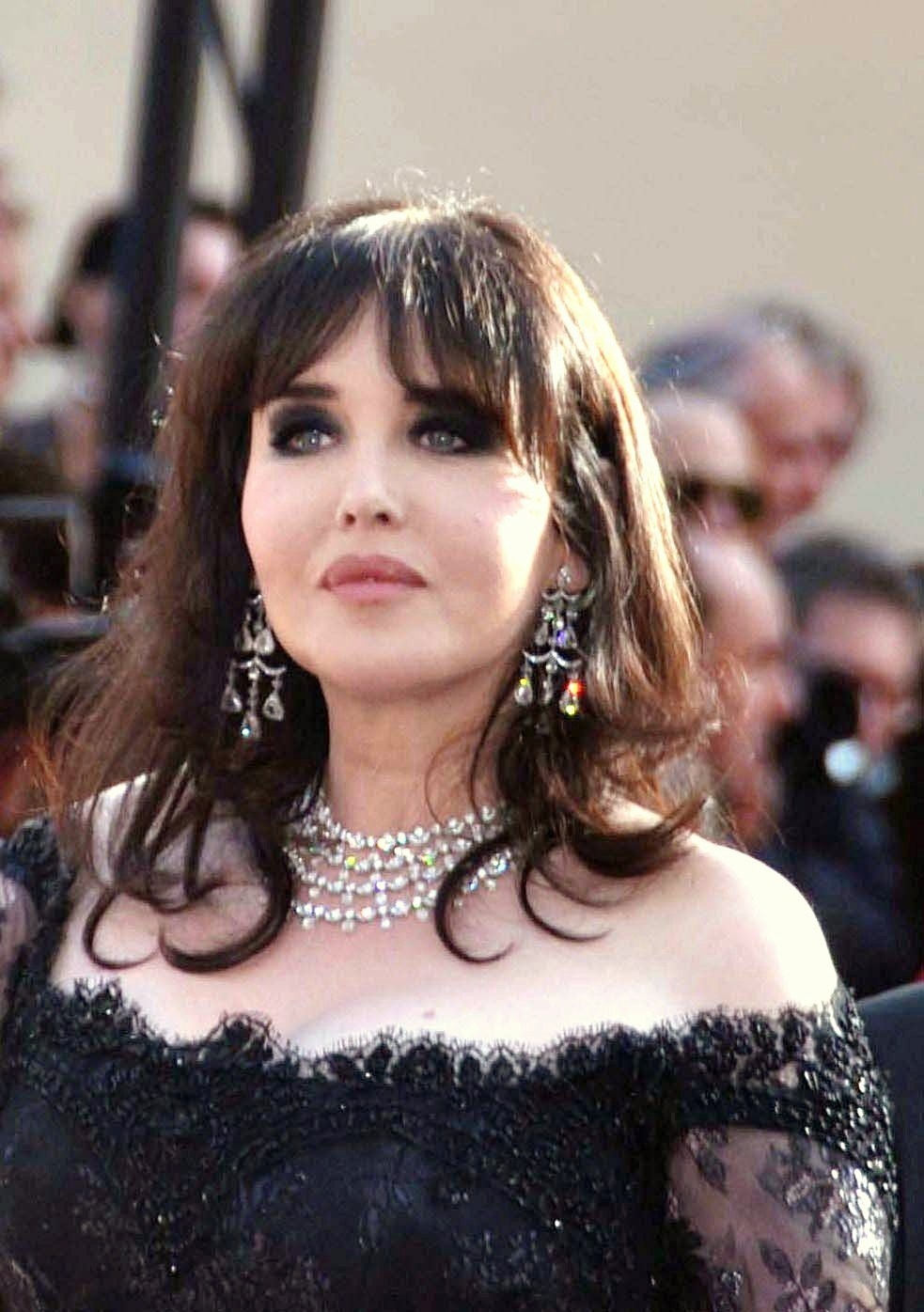
Isabelle Adjani
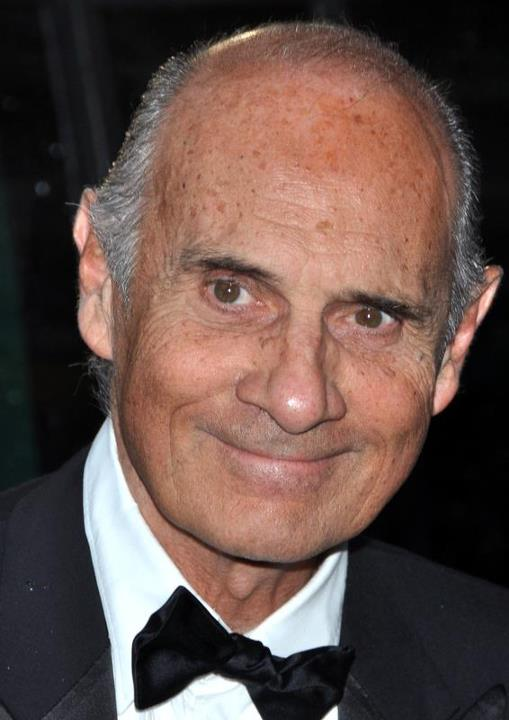
Guy Marchand
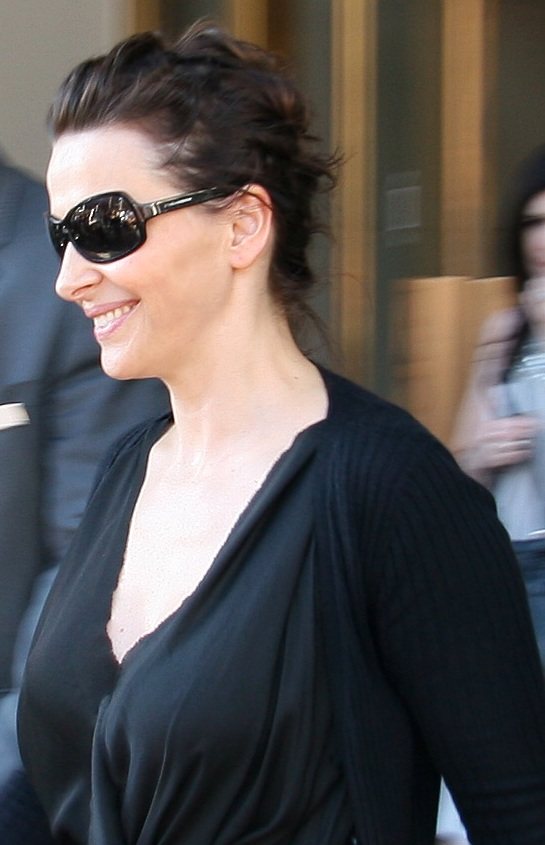
Juliette Binoche

## Épisodes

### Épisode 1:Virginie et Ramzy
- France : 19 avril 2017 sur France 2

- Virginie Efira
- Ramzy Bedia
- Michel Drucker

Virginie Efira s'est fait surprendre dans les bras d'un "ancien ami" par des paparazzi. Ramzy, son compagnon, ne veut plus la voir. Tout cela compromet la promotion du film qu'ils viennent de tourner, dont ils partagent l'affiche. Quand le patron de Starmédia découvre que les deux acteurs n'ont pas reçu le même cachet alors qu'ils affirment le contraire sur les plateaux, celui-ci tente de les amener dans son agence. Tous deux se retrouvent sur le plateau de Vivement dimanche de Michel Drucker et décident de repartir à zéro. 

### Épisode 2:Fabrice
- France : 19 avril 2017 sur France 2

- Fabrice Luchini
- Christophe Lambert

Il y a de grosses tensions entre ASK et l'agence concurrente Starmédia. Le nouveau patron, Hicham Janowski, veut qu'Andréa ravisse Fabrice Luchini à leur rival, sachant que Luchini est la plus grosse star de Starmédia. Andréa se charge de convaincre l'acteur. Elle lui fait croire que son agent lui aurait refusé un rôle de méchant pour un James Bond en utilisant une comédienne qui se fait passer pour la productrice. Par la suite, l'acteur quitte son agent et invite Andréa à aller le voir au théâtre...

### Épisode 3:Norman
- France : 26 avril 2017 sur France 2

- Norman Thavaud
- Aymeline Valade
- Julien Doré

Gabriel aide Norman à passer son permis pour qu'il puisse jouer dans un film de Jacques Audiard. Mais celui-ci échoue au permis et Gabriel doit trouver un moyen pour avoir une autre passage rapidement. Julien Doré vient à l'agence pour présenter son projet de film musical et Gabriel lui recommande Sofia en tant qu'actrice principale et chanteuse. Andréa est contrarié par Hicham qui drague sa nouvelle cliente Aymeline Valade. Mathias déjeune avec Camille et sa mère, venue pour la semaine, mais ils sont rejoints par Catherine pour un café.

### Épisode 4:Isabelle
- France : 26 avril 2017 sur France 2

- Isabelle Adjani
- Julien Doré

Andréa tente d'organiser une rencontre entre Isabelle Adjani et un réalisateur très prometteur, Sasha Hartman, primé à Cannes dès son premier film, mais tout se complique lorsque le réalisateur refuse. Cette rancœur s'explique du fait qu'il croit que l'actrice avait refusé le rôle de son premier film quatre ans auparavant. Plus tard, Mathias avoue à Camille qu'il avait refusé de transmettre le scénario à sa cliente et lui demande de l'aider à cacher son erreur en empêchant Adjani de rencontrer le réalisateur en risquant son travail.
Hicham organise des entretiens d'embauche pour recruter un nouvel agent chez ASK et Hervé, qui se présente comme candidat, cherche à déstabiliser (avec succès) les autres candidats. Sofia a passé des essais pour le projet de Julien et est finalement engagée pour le rôle principal, ce qui provoque la jalousie de Gabriel. Andréa essaie d'éviter Hicham regrettant d'avoir couché avec lui.

### Épisode 5:Guy
- France : 10 mai 2017 sur France 2

- Guy Marchand
- Julien Doré

Guy Marchand commence à avoir des absences sur le tournage de son prochain film, ce qui compromet toute la production. Gabriel décide de le cacher, aidé par Mathias et Arlette. Cette dernière qui est une ancienne relation de Guy intervient in extremis lors d'une nouvelle absence de l'acteur. Tout va mieux par la suite, lorsque l'acteur échange sa réplique avec son partenaire Hippolyte, fils de Mathias. 

### Épisode 6:Juliette
- France : 10 mai 2017 sur France 2

- Juliette Binoche
- Julien Doré (caméo vocal)